# Lot M. Morrill
Lot Myrick Morrill, född 13 maj 1813 i Belgrade, Massachusetts (i nuvarande Maine), död 10 januari 1883 i Augusta, Maine, var en amerikansk politiker.
Morrill studerade först vid Waterville College (numera Colby College), fortsatte sedan med juridikstudier och inledde 1839 sin karriär som advokat i Maine. Han var ledamot av Maines representanthus 1854–1856. År 1856 lämnade han demokraterna på grund av slaverifrågan och anslöt sig till republikanerna. Samma år tillträdde han som ledamot av Maines senat. Han efterträdde 1858 Joseph H. Williams som Maines guvernör. Brodern Anson Morrill hade varit guvernör i Maine några år tidigare, 1855–1856.
Morrill lämnade 1861 guvernörsämbetet när han tillträdde som ledamot av USA:s senat. Han efterträdde Abraham Lincolns vicepresident Hannibal Hamlin som senator från Maine.
Senator William Pitt Fessenden avled i ämbetet i september 1869. Morrill hade lämnat senaten tidigare samma år och efterträtts av ex-vicepresidenten Hamlin. Nu utnämndes Morrill på nytt till senaten och han tjänstgjorde tillsammans med Hamlin.
President Ulysses S. Grant utnämnde Morrill 1876 till USA:s finansminister. James Blaine efterträdde honom i senaten denna gång. Följande år tjänstgjorde han ännu i fem dagar under Grants efterträdare men lämnade Hayes kabinett när den tillträdande finansministern John Sherman hade avgått som senator.
Morrill dog 1883 i Maines huvudstad Augusta. Bland de sörjande fanns hustrun Charlotte och fyra döttrar. Morrill gravsattes på Forest Grove Cemetery i Augusta.